# ناوچه ژنرال آدمیرال
ناوچه ژنرال آدمیرال (به انگلیسی: Russian frigate General Admiral) یک کشتی بود که طول آن ۳۰۵ فوت (۹۳٫۰ متر) بود. این کشتی در سال ۱۸۵۸ ساخته شد.